# Dizzasco
Dizzasco é uma comuna italiana da região da Lombardia, província de Como, com cerca de 489 habitantes. Estende-se por uma área de 3 km², tendo uma densidade populacional de 163 hab/km². Faz fronteira com Argegno, Blessagno, Castiglione d'Intelvi, Cerano d'Intelvi, Pigra, Schignano.

## Demografia
| Variação demográfica do município entre 1861 e 2011                               |
|                                                                                   |
| Fonte: Istituto Nazionale di Statistica (ISTAT) - Elaboração gráfica da Wikipedia |